# Margaret Murray
Margaret Alice Murrayová ([[[13. červenec|13. července]] 1863, Kalkata, Indie – 13. listopadu 1963) byla významnou britskou antropoložkou a egyptoložkou. V akademických kruzích byla dobře známá zejména pro odborné příspěvky z oblasti egyptologie, ale také studií folklóru. Toto studium vyústilo v její teorii o předkřesťanském, celoevropském novopohanském náboženství, související s uctíváním Rohatého boha.
Její myšlenky měly významný vliv na vzniku Wiccy a vzkříšení neopohanského náboženství. Avšak pověst Murrayové, coby čarodějnické badatelky, byla kritizována mnohými historiky zejména kvůli jejím snahám subjektivně vyhodnocovat či jinak manipulovat se skutečnostmi tak, aby zapadaly do její teorie.

## Životopis
Margaret A. Murrayová se narodila v indické Kalkatě v červenci 1863. Vystudovala lingvistiku a antropologii na University College of London. Byla průkopnicí v boji za ženská práva a také první ženou z řad egyptologů, zaměstnaných v The Manchester Museum, The University of Manchester.
Margaret Murrayová doprovázela slavného egyptologa Williama Flinderse Petrieho na několika cestách za archeologickými vykopávkami do Egypta a Palestiny během 90. let 19. století. Její práce a styky s Petriem jí pomohly získat místo na University College, jakožto vedlejší přednášející. Během 20. a 30. let podnikla několik vlastních archeologických výprav, na Maltu a Menorcu. V roce 1937 podnikla další výpravu, tentokrát do skalního města Petra, o kterém později napsala dvě publikace – průvodce Petra, the Rock City of Edom a popis výpravy a výzkumu A Street in Petra.
Murrayin nejznámější a nejkontroverznější text, The Witch-Cult in Western Europe, vyšel roku 1921. Díky němu byla v roce 1923 jmenována zástupkyní profesora egyptologie na University College of London, kde vydržela až do odchodu do důchodu, tedy do roku 1935.
Roku 1926 se stala spolupracovníkem Britain's Royal Anthropological Institute (Britský antropologický královský institut). V roce 1953 se stala předsedkyní Folklore society.
Ve sto letech, tedy v roce 1963, publikovala svou poslední, autobiografickou knihu My First Hundred Years. Ještě tentýž rok zemřela přirozenou smrtí.

## Čarodějnické teorie Margaret Murrayové
Murrayina kniha Witch Cult in Western Europe byla napsána během období, kdy nebyla schopna pracovat v egyptských nalezištích. V knize vyložila své základní domněnky o pohanském hnutí prostupující celou Evropu a jehož počátky sahají až do neolitu. Tito pohané byli rozděleni v covenech po třinácti věřících. Tajně praktikovali lidské oběti až do doby kolem roku 1450, kdy započal hon na čarodějnice.
Navzdory Murrayiným krvavým popisům tohoto kultu byla její kniha do značné míry přitažlivá, jelikož se zabývala důležitostí svobody žen, otevřenou sexualitou a utlačováním ze strany církve.
Autorčiny myšlenky byly silně ovlivněny Jamesem Frazerem a zejména jeho knihou Zlatá ratolest. Nicméně dnes byla řada jeho myšlenek moderní antropologií zpochybněna či zcela odmítnuta.
Murrayina teorie byla kritizována mnohými historiky, jako např. C. L. Ewenem, který její teorii označil za „snůšku nesmyslů“. V souvislosti s Murrayovou se teď už mluvilo jen o této knize. Panoval všeobecný názor, že myšlenky, které v ní vyjádřila, byly výsledkem špatného výkladu a přehánění. To vše na základě nedostatečných důkazů, které pocházejí z neseriózních zdrojů. Navíc byla autorka obviněna z padělání dokumentů.
Mezi její největší kritiky patřili např. Ronald Hutton či Keith Thomas. Profesor J. B. Russel shrnuje jejich pozice asi takto:
„Moderní věda odmítá Murrayiny teorie ve všech možných variantách. Badatelské poznatky jsou příliš vzdálené těm Murrayiným. Faktem zůstává, že veškeré Murrayiny teze jsou neobhajitelné. Argumenty pro přežití jakéhokoliv kultu plodnosti od antického světa, přes středověk až do dnešních dnů, nejsou pravdivé.“
Následující knihu Margaret Murrayová napsala tak, aby byla přístupná širšímu publiku. Kniha měla příznačný název The God of the Witches a Murrayová v ní přišla s tvrzením, že čarodějnický kult uctívá Rohatého boha, jehož kořeny sahají do prehistorie a jehož si inkvizitoři a pozorovatelé ztotožnili se Satanem. „Slet čarodějnic“ je pak shromáždění zasvěcených, kteří se chystají k jeho uctívání. Takovému shromáždění velel kněz, který nosil masku s rohy.
V knize také vyslovuje tezi o tom, že zavraždění arcibiskupa z Canterbury Tomáše Beketa souvisí s pohany.
Společně s další knihou The Divine King přichází i Murrayina tvrdší obrana proti svým odpůrcům. Tvrdí, že kdo proti ní stojí, je nábožensky předpojatý. V této práci rozšiřuje své předchozí myšlenky o pohanské šlechtě – stejné šlechtě, která volila církevní představitele. Opět přímo či nepřímo spojuje pohany se smrtí mnoha významných osobností, jako např. Williama II, anglického krále .
Murrayiny knihy vedly k založení mnoha covenů. Do jednoho z nich byl zasvěcen i Gerald Gardner, budoucí zakladatel Wiccy. Wicca dnes patří k největším představitelům novopohanství.